# Bastiglia (Salerno)

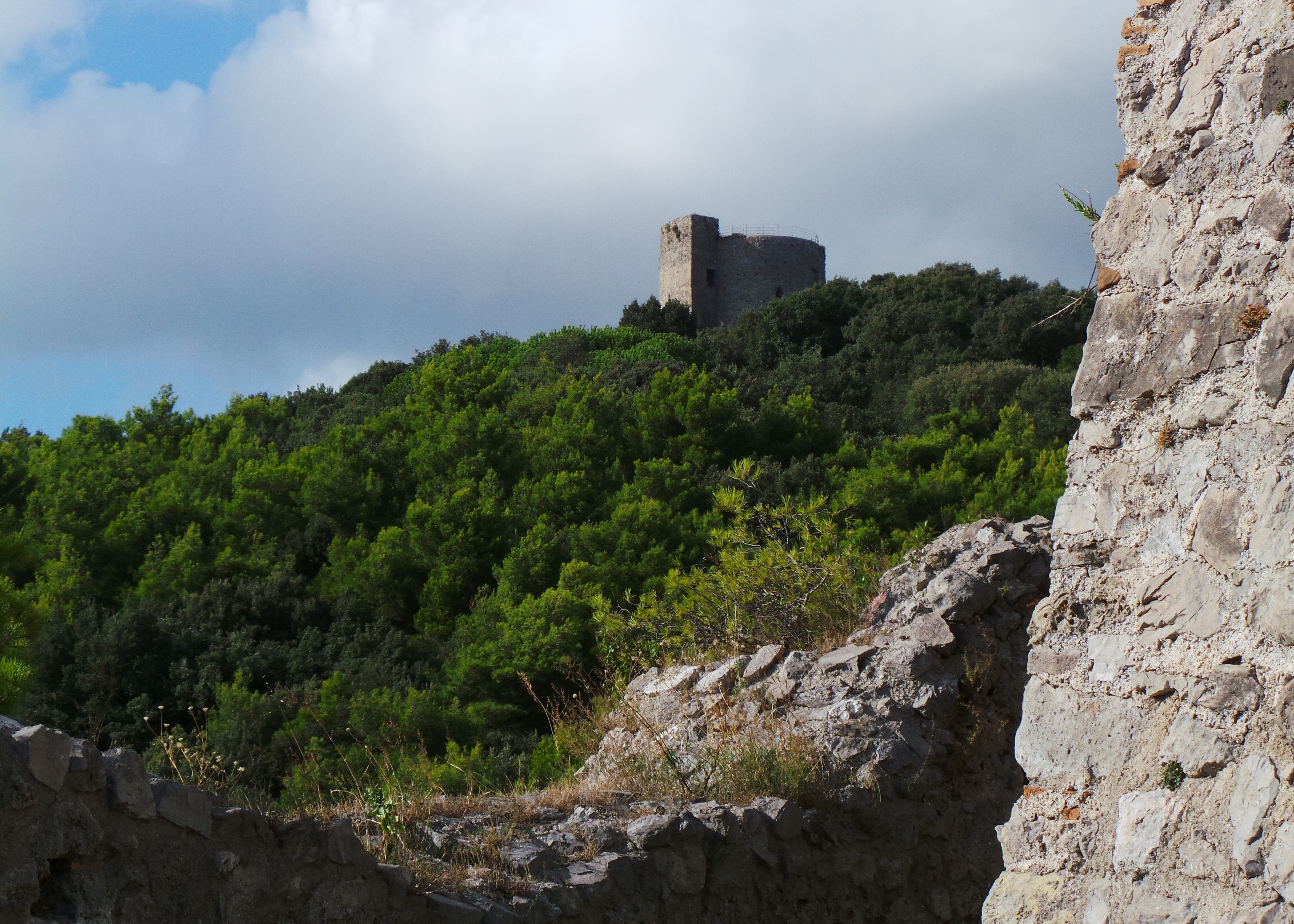
Die Bastiglia

Die Bastiglia ist ein Wartturm aus dem 11. Jahrhundert in Salerno in der italienischen Region Kampanien. Er liegt in der Nähe des Castello di Arechi.

## Geschichte und Beschreibung
Der Turm wurde um 1075 vom langobardischen Herzog Gisulf II. von Salerno errichtet. Der Herzog hatte in Vorbereitung auf eine Belagerung durch Robert Guiskard bereits mehrere Türme auf den umliegenden Hügeln errichtet lassen, darunter eben auch den Turm La Bastea. Letzterer wurde auf einer die Burg überragenden Erhebung erbaut, um von Norden kommende Angreifer abzuwehren und einen besseren Blick über den gesamten Golf von Salerno zu erhalten.
Der isoliert stehende Turm liegt etwas nördlich der Burg. Er hat einen runden Grundriss und besitzt   einen einzigen Raum in fünf Meter Höhe, der mit leicht zu entfernenden Leitern zu erreichen war.
Ab der zweiten Hälfte des 19. Jahrhunderts verfiel das Bauwerk zusehends. Erst 2001 ließ es die Provinz Salerno restaurieren und machte es öffentlich zugänglich.

## Kurioses
Der Name ist auf ein Missverständnis im 19. Jahrhundert zurückzuführen. Man ging damals davon aus, dass der Turm wie die Bastille (italienisch Bastiglia) als Gefängnis gedient hatte. Der  Kerker befand sich aber seit der Zeit der Langobarden im Castello di Arechi.

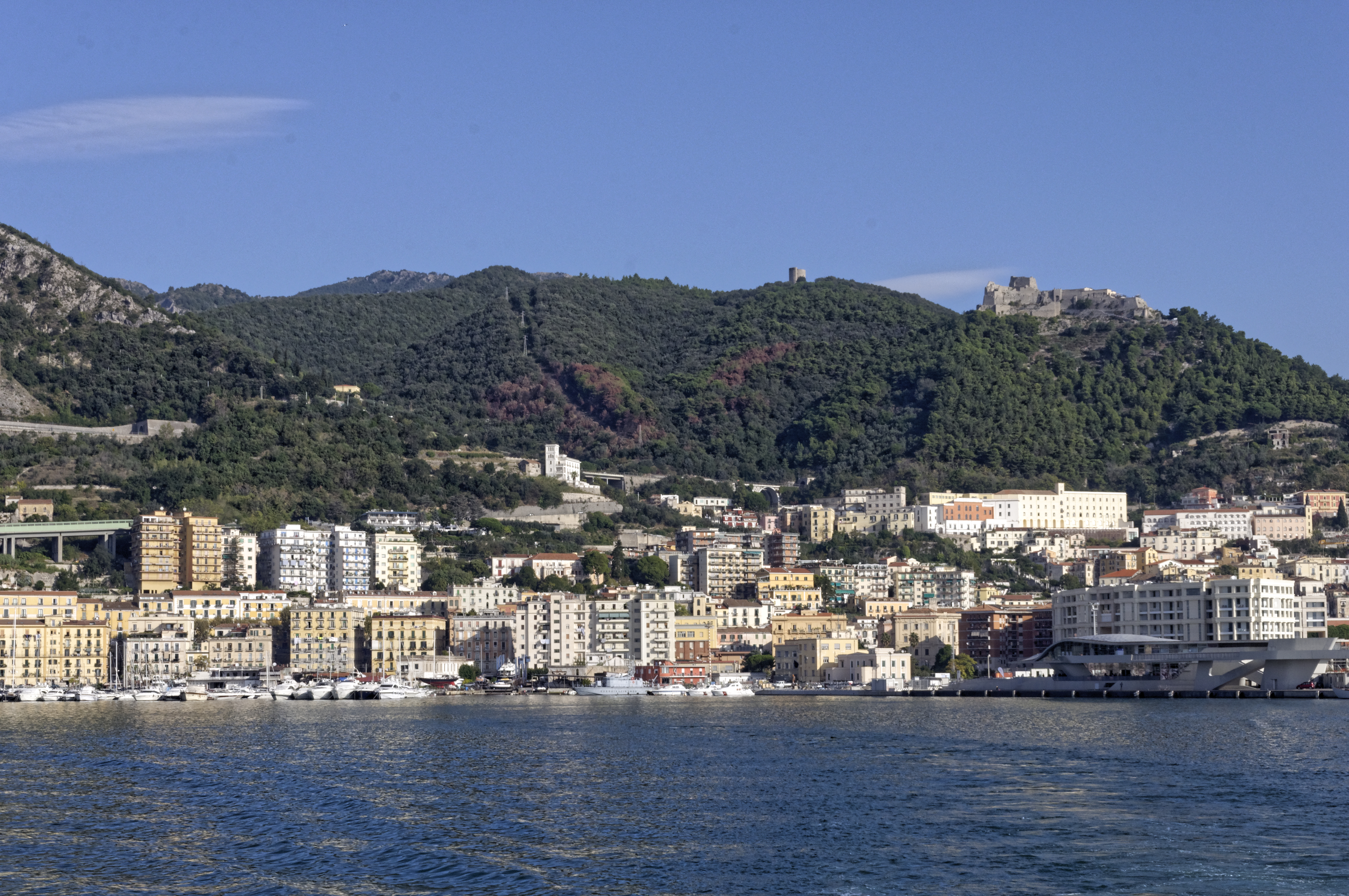
Der Hafen von Salerno mit dem Seeterminal, und dahinter dem Castello di Arechi und der Bastiglia